# Deutsche Schule Montevideo
Die Deutsche Schule Montevideo (DSM, spanisch Colegio y Liceo Alemán de Montevideo) ist eine private  deutsche Auslandsschule in Montevideo, Uruguay. Träger der Schule ist der gemeinnützige Deutsche Schulverein Montevideo. Die Schule wurde am 3. September 1857 als Gemeindeschule der Deutschen Evangelischen Gemeinde Montevideo gegründet und ist weltweit als Begegnungsschule anerkannt. Sie verfügt über einen Kindergarten mit Vorschule, eine Grundschule und eine Sekundarstufe. Die Schüler werden an zwei Standorten (Pocitos in der Stadt und Carrasco am Stadtrand) unterrichtet.

Aufnahme von 1925, altes Gebäude der Deutschen Schule Montevideo im Bezirk Cordón.

## Abschlüsse und Sprachdiplome
Die Schüler können Abschlüsse nach der zehnten Klasse erwerben oder mit weiterem Schulbesuch das Deutsche Internationale Abitur (DIA) und das uruguayische Abitur ablegen. Das DIA qualifiziert zum Studium in Deutschland und der Europäischen Union.
Außerdem wird in der Regel in Klasse 9 das Deutsche Sprachdiplom I abgelegt, auf das in Klasse 11 oder 12 dann das  Deutsche Sprachdiplom II folgt. Daneben wird ab der 3. Klasse Englisch unterrichtet, das in unterschiedlichen Altersstufen mit den entsprechenden Cambridge Zertifikaten ebenfalls bescheinigt wird.

## Schuluniform und Farben der Schule
An der Deutsche Schule Montevideo ist das Tragen einer Schuluniform obligatorisch. Sie besteht aus weißem Oberteil mit grauem Rock oder grauer Hose. Hinzu kommen das gestickte Schulwappen mit dem charakteristischen Eichenblatt sowie schwarz-rot-goldene Streifen an Kragen oder Ärmel. Diese Farben der Schule sind entsprechend auch auf der Sportkleidung zu finden.

## Handball
Die Deutsche Schule in Montevideo gilt als eine Hochburg für Handball in Uruguay und verfügt über eine große moderne Sporthalle. Die Schulmannschaften konnten bereits mehrfach den Meistertitel erreichen. Einzelne Spiele waren auch bereits für nationale Auswahlmannschaften nominiert. In der Variation Beachhandball nahm Sebastián Sagasti mit der uruguayischen Nationalmannschaft an internationalen Wettbewerben teil.

## Austauschprogramm
Am Ende der zehnten Klasse haben die Schüler in den Sommerferien die Möglichkeit an einem Austausch nach Deutschland teilzunehmen. Für etwa zwei Monate der uruguayischen Sommerferien führt die Reise in Städte wie München, Berlin, Hamburg oder Frankfurt, in denen die Schüler dann für den Aufenthalt in Gastfamilien leben und eine Schule vor Ort besuchen. In den darauffolgenden deutschen Sommerferien findet dann der Gegenbesuch der deutschen Gastschüler statt.

## Ehemalige Schüler
- Jorge Batlle (1927–2016), Politiker, Präsident der Republik Uruguay von 2000 bis 2005
- Mario Benedetti (1920–2009), Schriftsteller
- Gonzalo Fernández (* 1952), Politiker
- Fernando Fastoso (* um 1975), Wirtschaftswissenschaftler und Hochschullehrer
- Gaston Gelos (* 1969), Ökonom
- Gary Kagelmacher (* 1988), Fußballspieler
- Antonio Lussich (1848–1928), Politiker, Botaniker und Literat
- Sebastián Sagasti Trias   (* 2000), Handballspieler

## Preise und Auszeichnungen
- seit 2019 Gütesiegel als Exzellente Deutsche Auslandsschule[13]